# Medborgarrättsrörelsen Solidaritet
Medborgarrättsrörelsen Solidaritet (tyska: Bürgerrechtsbewegung Solidarität) är ett tyskt politiskt parti som ingår i den internationella LaRouche-rörelsen. Partiet grundades av Lyndon LaRouches fru Helga-Zepp LaRouche.